# Вита-Почтовая

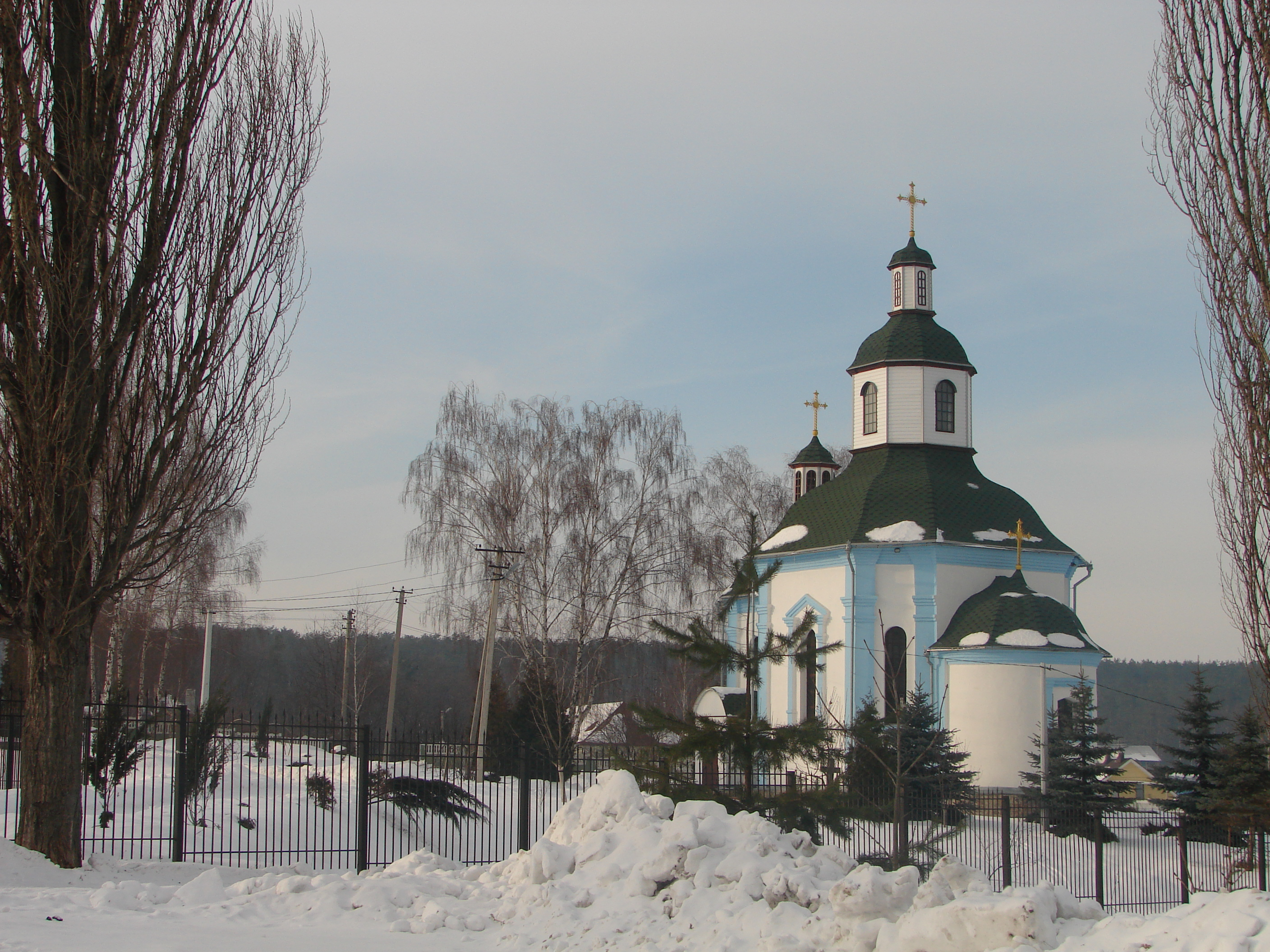
Церковь Рождества Пресвятой Богородицы

Вита́-Почто́вая (укр. Віта-Поштова), в документах 1940-х — Вета Почтовая) — село, входит в Киево-Святошинский район Киевской области Украины.
Население по переписи 2001 года составляло 1584 человека.
Почтовый индекс — 08170.
Телефонный код — 4598.
Занимает площадь 0,37 км².
Рядом с селом находится киевское городское Южное кладбище, одно из двух действующих кладбищ столицы Украины.

## История
- Лаврентий Похилевич в «Сказании о населённых местностях Киевской губернии» (1864 год) пишет:
  - «Деревня Вета называемая почтовая, в 4-х верстах от Гатного отстоящая. Она лежит на почтовой дороге из Киева в г. Васильков, и в ней находится почтовая станция. Значение этой деревне придаёт как это, так и то, что в ней живёт богатый еврей, откупщик окрестных шинков, а также находятся до 10-ти постоялых дворов, в том числе один принадлежащий Киево-Пустынному Николаевскому монастырю, которому равно принадлежит пруд на реке Вете и порядочная водяная мельница. Жителей в деревне обоего пола: православных 62, раскольников 8, евреев 23. Возвышение деревни Веты относится к тому времени, когда новая почтовая дорога на горе Васильков проведена в нынешнем направлении, а до того времени в этом месте был монастырский хутор с мельницей. Впрочем, на гребле Ветской взымаемо было погребельное мыто ещё от Владимира Мономаха, позволенное дому Рожиновских, для сбора оного от всяких купецких людей. От Рожиновских право это надано Киево-Михайловскому монастырю, потом декретом главного Любельского трибунала подтверждённое 22-го июня 1602 года, а также грамотой Петра I-го, 1-го апреля 1700 года (рукопись под № 372 Софийского собора).
  - Вета — славянское слово, означающее то же самое, что вече. Можно предполагать, что здесь, на привольных Днепровских лугах, собирались дружины, когда предпринимали походы на юг. Название Днепровского рукава Коником произошло оттого, что при нём паслись походные кони».

Вета Почтовая, село в Киевской области. В селе, на небольшом холме-останце, возвышающемся над поймой реки Веты, овальное городище (90×50 м), укреплённое по периметру валом. К детинцу примыкает с северо-востока окольный город (140×100 м), так же обнесённый валом. Общая укрепленная площадь поселения достигает 2 га. По мнению ряда исследователей, здесь находился древнерусский Звенигород, впервые упомянутый в летописи под 1096 годом. Культурный слой содержит гончарную древнерусскую керамику и другие многочисленные вещевые находки XI—XIII веков.

## Местный совет
08170, Киевская область, Киево-Святошинский район, село Вита-Почтовая, улица Боярская, дом № 4; № телефона: 32-6-88, 251-07-06.

## Достопримечательности
- Городище древнерусского периода в Вите-Почтовой ассоциируется с летописным Звенигородом — укреплённым пригородом Киева.
- Церковь Рождества Пресвятой Богородицы.
- На территории села находятся оборонительные сооружения бывшего Киевского укреплённого района, а именно:
  - ДОТ № 178.
  - ДОТ № 179.
  - ДОТ № 180 (музей).